# کژواچکا
کژواچکا (به لهستانی:  Krzywaczka) یک روستا در لهستان است که در گمینا سووکوویتسه واقع شده‌است.
 کژواچکا  ۱٬۵۰۰ نفر جمعیت دارد.